# Uhrynów Dolny
Uhrynów Dolny (ukr. Угринів Долішній) – dawna wieś na Ukrainie w rejonie iwanofrankiwskim obwodu iwanofrankiwskiego. Od 1945 roku część wsi Uhrynów. Stanowi południowo-wschodnią część Uhrynowa.

## Historia
Uhrynów Dolny to dawniej samodzielna wieś. W II Rzeczypospolitej stanowił gminę jednostkową Uhrynów Dolny w  powiecie stanisławowskim w województwie stanisławowskim. 1 sierpnia 1934 roku w ramach reformy na podstawie ustawy scaleniowej wszedł w skład nowej zbiorowej gminy Pasieczna, gdzie we wrześniu 1934 utworzył gromadę Uhrynów Dolny.
W 1944 nacjonaliści ukraińscy z OUN-UPA zamordowali tutaj oraz w sąsiednich wsiach Uhrynów Górny i Uhrynów Szlachecki łącznie 21 Polaków.
Podczas II wojny światowej w gminie Pasieczna w powiecie stanisławowskim w dystrykcie Galicja.
Po wojnie włączone w struktury ZSRR.